# Upsspitze
Upsspitze – szczyt w Ammergauer Alpen, części Alp Bawarskich. Leży w Austrii w kraju związkowym Tyrol, przy granicy z Niemcami. Bezpośrednio sąsiaduje z Danielem.